# Xã Washington, Quận Erie, Pennsylvania
Xã Washington (tiếng Anh: Washington Township) là một xã thuộc quận Erie, tiểu bang Pennsylvania, Hoa Kỳ. Năm 2010, dân số của xã này là 4.432 người.